# Krainy rybne rzek
Krainy rybne rzek – podział cieków na strefy w profilu podłużnym (od źródeł do ujścia), którego podstawą jest rozmieszczenie ryb w rzece. Klasyfikację zaproponował Robert Lauterborn, zoolog z Fryburga, na przykładzie rzeki Ren. Występowanie poszczególnych gatunków ryb uwarunkowane jest różnymi czynnikami środowiskowymi, (m.in. temperatura, natlenienie, rodzaj dna). Lauterborn wyróżnił 5 krain:
- kraina pstrąga – obejmuje górny bieg potoku wraz ze strefą źródliskową, o zimnej (temperatura raczej nie przekracza 10 °C), przejrzystej i wartko płynącej wodzie, dnie kamienistym i żwirowym. Gatunkiem wiodącym jest pstrąg potokowy (Salmo trutta), towarzyszącym głowacz białopłetwy (Cottus gobio),
- kraina lipienia – obejmuje dolny bieg potoku górskiego, z wartkim prądem, chłodną wodą i urozmaiconym dnem, gatunkiem wiodącym jest lipień (Thymallus thymallus), towarzyszącymi są: kleń (Leuciscus cephalus) oraz świnka (Chodrostoma nasus)
- kraina brzany – obejmuje środkowy bieg dużych rzek z szybkim prądem, dnie żwirowym i piaszczystym, latem temperatura wody nieznacznie przekracza 15 °C i pojawiać się mogą lekkie niedobory tlenu. Charakterystycznym gatunkiem jest brzana (Barbus barbus), a towarzyszącymi są: świnka (Chodrostoma nasus), wzdręga (Scardinus erythrophtalmus) i okoń (Perca fluviatilis).
- kraina leszcza – obejmuje dolny bieg rzeki o szerokim korycie i powolnym nurcie, dnie piaszczystym, latem temperatura wody może przekraczać 20 °C, przy dnie mogą pojawiać się deficyty tlenu. Gatunkiem charakterystycznym jest leszcz (Abramis brama), natomiast towarzyszącymi: płoć (Rutilus rutilus), karp (Cyprinus carpio), lin (Tinca tinca), sandacz (Sander lucioperca), szczupak (Esox lucius) i węgorz (Anguilla anguilla).
- kraina jazgarza – obejmuje ujście dużych rzek, gdzie typowe są wahania wody na skutek pływów, woda jest słonawa, na dnie dużo mułu. Charakterystyczną rybą jest jazgarz (Gymnocephalus cernuus), towarzyszącą – gładzica (Pleuronectes platessa).

Dla krainy pstrąga i krainy lipienia charakterystyczne jest występowanie ryb łososiowatych (Salmonidae), dlatego łączone są czasem w krainę ryb łososiowatych.
Z kolei kraina brzany i kraina leszcza łączona jest w krainę ryb karpiowatych. Maksymilian Nowicki w 1880 dzielił krainy rybne ówczesnej Galicji na krainę pstrąga i lipienia, krainę brzany i krainę leszcza – w tej ostatniej wyróżniając podkrainę karasia i lina.
Wadą tej klasyfikacji jest fakt, iż obowiązuje tylko dla rzek europejskich.